# Totxana

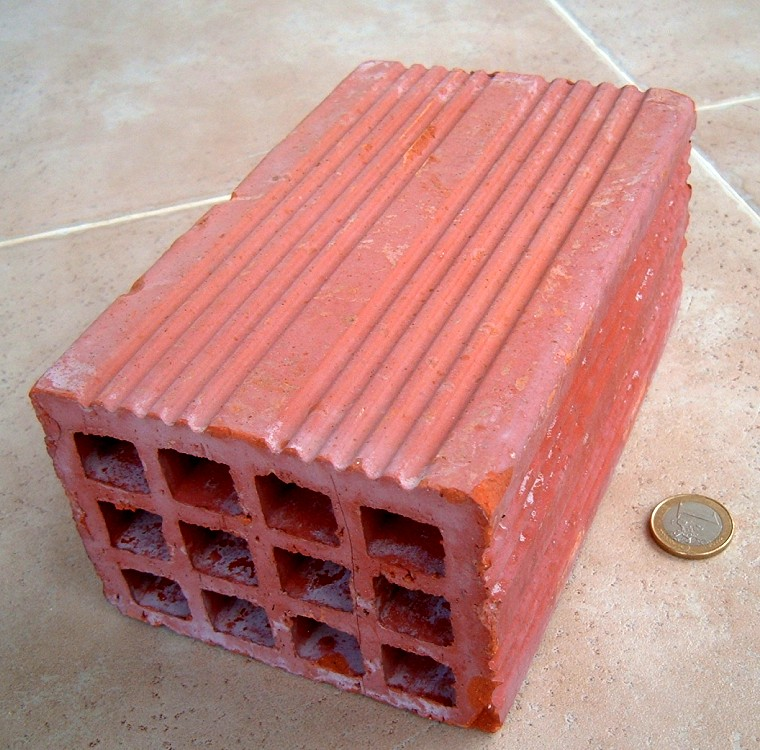
Una totxana de forat quàdruple.

Una totxana és un tipus de maó foradat, habitualment amb sis forats i de dimensions 29x14x9 cm. Els forats estan fets en el sentit de la seva llargada. El volum de les perforacions és superior al 33% del volum total aparent de la peça.
Hi ha algunes variants. La totxana buida doble té doble fila de tres forats longitudinals, i el forat fa 25x12x9 centímetres. La totxana buida senzilla té una fila de tres forats longitudinals i el forat acostuma a ser de 25x12x4 centímetres. Per altra banda, la totxana buida triple té triple fila de tres forats longitudinals i els forats fan 25x12x4 centímetres. I així successivament, la propera seria la totxana buida quàdruple.
No és un maó utilitzat en parets que hagin de ser molt resistents i no se sol utilitzar en façanes, però si s'hi utilitza, cal revestir-la, normalment amb un arrebossat.